# Zuřící býk
Zuřící býk (v anglickém originále Raging Bull [ˈreɪdʒɪŋ bʊl]IPA) je americký sportovní životopisný film režiséra Martina Scorseseho z roku 1980. Scénář Paula Schradera a Mardika Martina je adaptací memoáru Jakea LaMotty Raging Bull: My Story. Robert De Niro ztvárnil v hlavní roli amerického boxera střední váhy Jakea LaMottu, jehož sadomasochistické běsnění, sexuální žárlivost a zvířecký chtíč posunuly hranice boxu, ale také zničily jeho vztah s manželkou a rodinou. Děj snímku se odehrává v období 1941 až 1964, kdy skončil jako bavič v nočním podniku; mezitím prošel obdobím slávy i dramatických propadů. Svých sportovních úspěchů dosáhl díky zuřivé a výbušné povaze, částečně však i díky napojení na mafii, která ovládala svět profesionálního boxu. V roli Jakeova bratra a manažera s dobrými záměry Joeyho, který pomáhal Jakeovi bojovat s jeho vnitřními démony, se objevil Joe Pesci; Jakeovu týranou manželku Vickie ztvárnila Cathy Moriarty.
Po počátečních smíšených reakcích kritiky (a kritice kvůli násilnému obsahu) začal být snímek kritiky uznávaný a je dnes zařazován mezi nejlepší filmy všech dob mj. Rogerem Ebertem z Chicago Sun-Times, časopisy Time, Variety, Entertainment Weekly, Empire a dalšími.

## Obsazení
| Robert De Niro     | Jake LaMotta                 |
| Cathy Moriarty     | Vickie Thailerová LaMottaová |
| Joe Pesci          | Joey LaMotta                 |
| Nicholas Colasanto | Tommy Como                   |
| Theresa Saldana    | Lenora LaMottaová            |
| Frank Vincent      | Salvy Batts                  |
| Mario Gallo        | Mario                        |
| Frank Adonis       | Patsy                        |

## Ohlas
Po svém uvedení sklidil Zuřící býk nejdříve smíšené reakce kritiky. Jack Kroll z Newsweeku nazval film „nejlepším filmem roku“. Vincent Canby z The New York Times řekl, že Scorsese „vytvořil svůj nejambicióznější a zároveň nejlepší film“ a vyzdvihl herecký výkon Cathy Moriarty s tím, že se „buď jedná o jeden z největších filmových objevů desetiletí nebo je pan Scorsese Svengali. Možná obojí.“ Časopis Time zase vyzdvihoval herecký výkon Roberta De Nira. Mnoho kritiků ale odradilo násilí ve filmu a nesympatická hlavní postava. Například Kathleen Carroll z The New York Daily News kritizovala postavu Jakea LaMotty jako „jednu z nejodpudivějších postav v historii filmu“, kritizovala také Scorseseho, že „ignoruje to, že La Motta pobýval v polepšovně a nenabízí žádné vysvětlení jeho asociální chování.“
Ke konci 80. let ale získal Zuřící býk pověst moderní filmové klasiky. V mnohých anketách mezi kritiky byl zvolen nejlepším filmem 80. let a často je pokládán za nejlepší Scorseseho film a zároveň jeden z nejlepších amerických filmů všech dob. Například Roger Ebert prohlásil, že se film stal okamžitě klasikou. Ebert film jmenoval nejlepším filmem 80. let i jedním z nejlepších filmů všech dob. Film je pokládán Knihovnou Kongresu za „kulturně, historicky a esteticky významný“ a roku 1990 byl vybrán k uložení v National Film Registry. Snímek je na serveru Rotten Tomatoes, který shromažďuje filmové recenze, hodnocen 92 %. Na podobném serveru Metacritic drží film 90 bodů ze 100. Uživatelé ČSFD snímek hodnotí průměrně 85 % a je hodnocen jako 322. nejlepší film všech dob.
Zuřící býk byl nominován na Oscara v osmi kategoriích – za nejlepší film, režii, mužský herecký výkon v hlavní roli (Robert De Niro), ženský herecký výkon ve vedlejší roli (Cathy Moriarty), mužský herecký výkon ve vedlejší roli (Joe Pesci), kameru, zvuk a střih. Ceremonie se konala den po neúspěšném atentátu na Ronalda Reagana spáchaného Johnem Hinckleyem, který tak chtěl zapůsobit na Jodie Foster, která ztvárnila dětskou prostitutku v dalším Scorseseho filmu Taxikář; kvůli obavám z útoku byl Scorsese na ceremoniál doprovázen bodyguardy z FBI přestrojenými za hosty, kteří ho vyvedli před vyhlášením ceny za nejlepší film, tu získal snímek Obyčejní lidé. Zuřící býk byl oceněn cenami pro nejlepšího herce a nejlepší střih. De Niro byl za svůj herecký výkon oceněn i Zlatým glóbem.